# Cadillac ATS
El Cadillac ATS es un turismo del segmento D fabricado por Cadillac. Se fabrica en la General Motors Technical Center en Warren, Michigan, Estados Unidos. Es el vehículo más pequeño de la gama de la firma Cadillac y es el sucesor del fallido Cadillac BLS, que tan poca presencia logró en Europa. Entre sus rivales se encuentran el Alfa Romeo Giulia, Audi A4, BMW Serie 3, Mercedes-Benz Clase C, Lexus IS, Infiniti G y Volvo S60.
Cadillac anunció que este modelo será cesado en su producción empezando por la versión sedán a lo largo de 2018 excepto su versión V-Series el cual durará hasta 2019. Aún no hay conclusiones sobre cual será su sucesor por el momento pero todo apunta a que será el futuro modelo Cadillac CT4, el que servirá de sucesor para el ATS, así como lo será el futuro CT5 para el CTS.
Entre los factores que pueden explicar su cese están las ventas que fueron más bajas de lo esperado, sobre todo en el continente europeo al igual que ocurrió con su predecesor, el BLS o si nos remontamos a los años 1980, el Cimarron. Otro de los factores es la fuerte demanda de los SUV's en la última década.

## Especificaciones técnicas
El ATS se basa en la plataforma Alpha de General Motors, y tiene una longitud de 4.643 milímetros, de ancho 1.806 milímetros, de altura unos 1.420 milímetros y una distancia entre ejes de 2.776 milímetros teniendo un peso en vacío de 1.504 hasta 1.570 kilogramos. Se ofrece en configuraciones de tracción trasera o en las cuatro ruedas. El motor de base del ATS es una aspiración natural de 2,5 litros con I-4 motor de gasolina que produce 202 caballos de fuerza (151 kW). Motores opcionales incluyen un motor turbo de 2,0 litros con I-4 motor de gasolina que produce 272 caballos de fuerza (203 kW) y un motor atmosférico de gasolina V6 de 3,6 litros que produce 321 caballos de fuerza (239 kW). Un motor diésel estará disponible en el futuro. Todas las versiones están equipadas con una de 6 velocidades de GM 6L45 Hydra-Matic de transmisión automática de serie. El turbo es de 2,0 litros, la versión de tracción trasera puede ser acoplado a una de 6 velocidades de Tremec TR3160 M3L con una transmisión manual opcional. Dependiendo de las especificaciones, el ATS 2013 oscila en precio en Estados Unidos por 34.000 dólares hasta 52.000 dólares.
| Modelos del ATS |          |              |               |              |            |                 |                  |                                                          |       |
| Desplazamiento  | Petróleo | Modelo de GM | Configuración | Aspiración   | Potencia   | Torque          | Capa             | Transmisión                                              | Años  |
| --------------- | -------- | ------------ | ------------- | ------------ | ---------- | --------------- | ---------------- | -------------------------------------------------------- | ----- |
| 2.499 cc        | Gasolina | LCV          | I-4           | Natural      | @ 6300 rpm | @ 4400 rpm      | FR               | 6 velocidades automático                                 | 2013- |
| 1.998 cc        | Gasolina | LTG          | I-4           | Turbocharged | @ 5500 rpm | @ 1700-5500 rpm | FR F4 (opcional) | 6 velocidades automático 6 velocidades manual (opcional) | 2013- |
| 3.564 cc        | Gasolina | LFX          | V6            | Natural      | @ 6800 rpm | @ 4800 rpm      | FR F4 (opcional) | 6 velocidades automático                                 | 2013- |

## ATS-V

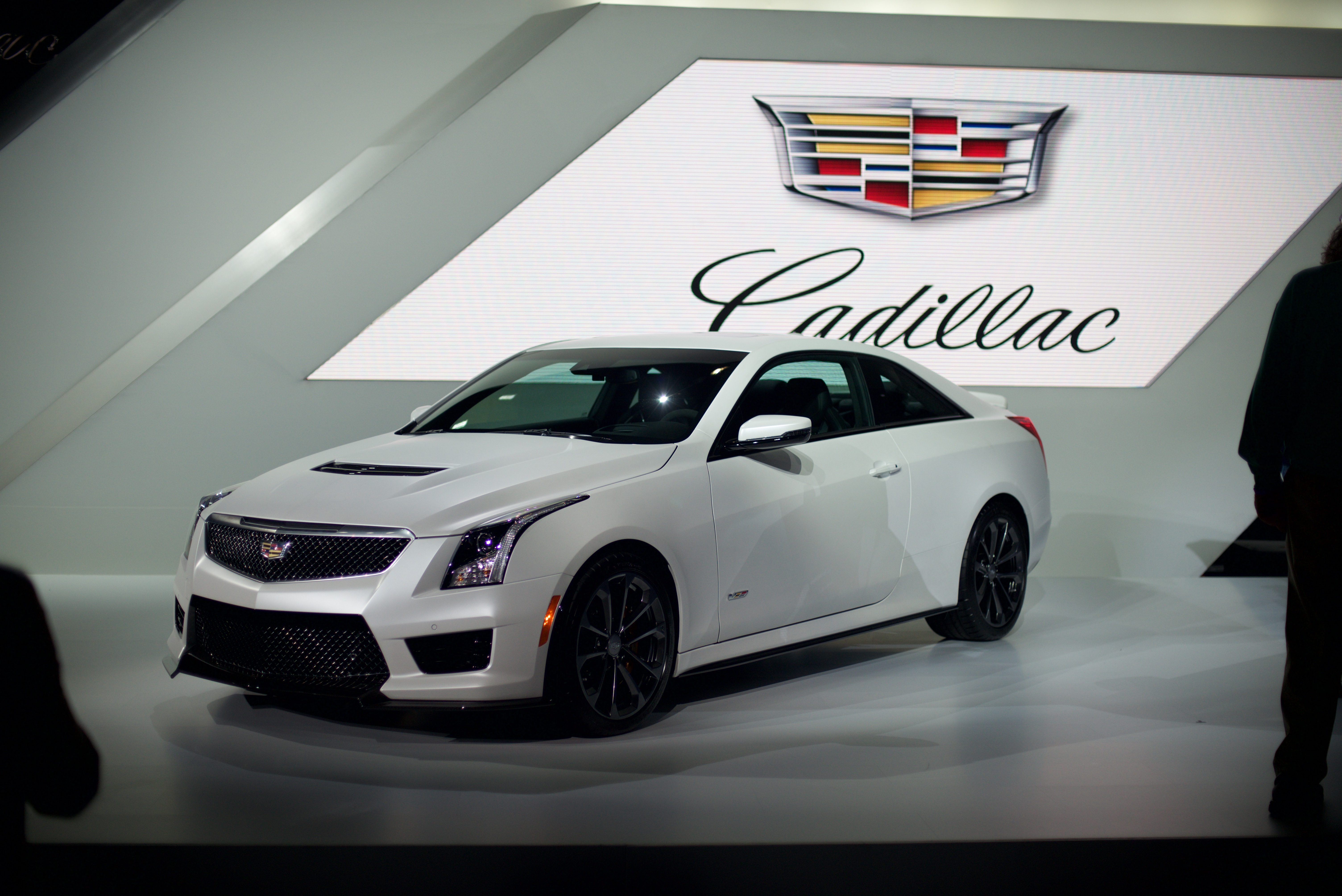
Cadillac ATS-V Coupé

El Cadillac ATS-V es un sedán/coupé deportivo compacto de Cadillac. El sedán con transmisión automática puede alcanzar una velocidad de 97 km/h en 3,7 segundos y puede alcanzar una velocidad máxima de 304 km/h.
La revista de automóviles estadounidense Motor Trend realizó una comparación entre el BMW M3, el ATS-V, y el Mercedes-AMG C63-S. El Cadillac logró acelerar más rápido que los alemanes, parar más rápido y fue el más rápido en Willow Springs International Motorsports Park, y siendo también fue el menos costoso en la prueba. El ATS-V es RWD y está propulsado por un motor V6 3.6L turboalimentado que produce 464 CV de potencia y 445 lb·ft (603 N·m) de torque.